# Герб Південної Нижньої Каліфорнії
Герб вільної та суверенної держави Південна Нижня Каліфорнія — герб і державний геральдичний символ Південної Нижньої Каліфорнії.
Його походження бере початок від герба Каліфорнії, створеного за наказом віце-короля Антоніо де Мендоси. Коли Верхня Каліфорнія була приєднана до Сполучених Штатів, герб було знято зі вжитку. Пізніше, коли Північна територія півострова стала вільною та суверенною державою, Конгрес штату оголосив конкурс на вибір герба для нового штату. Південна Нижня Каліфорнія успадкувала історичний герб.

## Опис
Щит має такі характеристики:
Поле розсічене: на золоте, і червоне півполе. Поверху срібна мушля. Облямівка синя, з чотирма срібними рибами: одна зверху, одна у знизу і по одній з боків.
Золотий і синій кольори поля символізують союз, багатство, доблесть і відвагу; червоний символізує запеклу боротьбу за захист своїх кордонів і, у поєднанні із сріблом, з усією її твердістю, пильністю і витривалістю; облямівка - символ нагороди і, будучи лазуровою, зі справедливістю, правдою, вірністю і спокоєм; риби - символ морських багатств, що знаходяться в її розпорядженні.— ЗАКОН ПРО ОФІЦІЙНІ СИМВОЛИ ТА ПРОТОКОЛИ ШТАТУ ПІВДЕННА БАЙЯ КАЛІФОРНІЯ - Розділ II - Стаття 6.
Герб сучасної французької форми. Розсічений на два півполя з дуже товстою облямівкою.
- Перше півполе: червоне тло.
- Друге півполе: золоте тло.
- Облямівка: лазурова з чотирма рибами.

На обох півполях розміщена срібна устриця.